# Grote Kolonie
Grote Kolonie (Nedersaksisch: Grote Klunje) is een buurtschap in de Nederlandse gemeente Nunspeet, gelegen in de provincie Gelderland. Het ligt 1 kilometer ten westen van Elspeet.
Dorpen: Nunspeet · Elspeet · Hulshorst · Vierhouten

Buurtschappen: Grote Kolonie · Kleine Kolonie · Oosteinde · Westeinde · Zoom · Zwarte Goor

Gelderland: Steden en dorpen in Gelderland      Nederland: Provincies · Gemeenten